# Drosophila oritisa
Drosophila oritisa är en tvåvingeart som beskrevs av Chen 1990. Drosophila oritisa ingår i släktet Drosophila och familjen daggflugor.
Artens utbredningsområde är provinsen Sichuan i Kina.